# Nu3 Canis Majoris
Pour les articles homonymes, voir Nu Canis Majoris.
Désignations
Nu3 Canis Majoris (en abrégé ν3 CMa) est une étoile binaire de la constellation australe du Grand Chien. Elle est visible à l'œil nu avec une magnitude apparente de 4,41. Le système présente une parallaxe annuelle de 6,79 mas mesurée par le satellite Gaia, ce qui permet d'en déduire qu'il est distant d'environ ∼ 480 a.l. (∼ 147 pc) de la Terre.

## Propriétés
Sa composante primaire, désignée ν3 CMa A, est une étoile géante rouge évoluée de type spectral K1-III et de magnitude apparente +4,63. Elle est très probablement (avec une probabilité de 96 %) sur la branche horizontale. L'étoile possède une activité de surface modérée, avec un champ magnétique d'une force de 2,2 ± 0,4 G, et c'est une source de rayons X d'une luminosité de 624 × 1027 erg s-1.
L'étoile primaire est estimée être 3,4 fois plus massive que le Soleil et être âgée autour de 380 millions d'années. Son rayon est 33 fois plus grand que le rayon solaire, elle est 398 fois plus lumineuse que le Soleil et sa température de surface est de 4 510 K. L'étoile tourne sur elle-même à une vitesse de rotation projetée de 8 km/s et il lui faut 183 jours pour compléter une rotation. Son compagnon, ν3 CMa B, a été observé à une distance angulaire de 1,04 seconde d'arc et a une magnitude apparente de +8,56.